# Gottlob Wolff von Gudenberg
Gottlob Freiherr Wolff von Gudenberg (* 3. Mai 1813 in Meimbressen; † 26. November 1890 in Kassel) war ein deutscher Richter und Parlamentarier.

## Leben
Gottlob stammte aus dem nordhessischen Adelsgeschlecht der Wolff von Gudenberg, das 1873 in den Freiherrenstand erhoben wurde. Er studierte an der Georg-August-Universität Göttingen und der Philipps-Universität Marburg Rechtswissenschaft. Er wurde 1831 Mitglied des Corps Hassia Göttingen (1831) und des Corps Hassia Marburg (1832). Er schlug nach dem Studium die Richterlaufbahn ein und wurde Stadtgerichtsdirektor in Kassel.
Er gehörte der Kurhessischen Ständeversammlung und nach der Annexion durch Preußen im Jahre 1866 dem Kommunallandtag Kassel an. 1879–1882 vertrat er als Abgeordneter den Wahlkreis Kassel 2 (Wahlkreis Hofgeismar-Wolfhagen) im Preußischen Abgeordnetenhaus. Er gehörte der Fraktion der Konservativen Partei an.